# Warrant officer (USA)
Warrant Officer (förkortat: WO) är en särskild kategori av militär personal i USA:s väpnade styrkor som är ett mellanting mellan officerare och underofficerare.
I Storbritannien och andra anglosaxiska länder är warrant officer däremot en specifik underofficersgrad.

## Bakgrund
Systemet med warrant officer fyller en speciell nisch i USA, då officerare måste med särskilda intervaller erhålla befordran för att kunna kvarstå i tjänst ("up-or-out"). Underofficerare, å andra sidan, saknar formella befogenheter att själva leda större avdelningar och enheter. En warrant officer är en tekniskt orienterad ämnesspecialist inom sitt fält och kvarstår där under den yrkeslånga tjänstgöringen. Inom USA:s armé är exempelvis helikopterförare ofta en warrant officer och många specialagenter i Army CID.
Det finns inga warrant officers i USA:s flygvapen numera, men möjligheten att återinföra graderna i flygvapnet liksom i rymdstykan finns formellt kvar.

## Gradbeteckningar

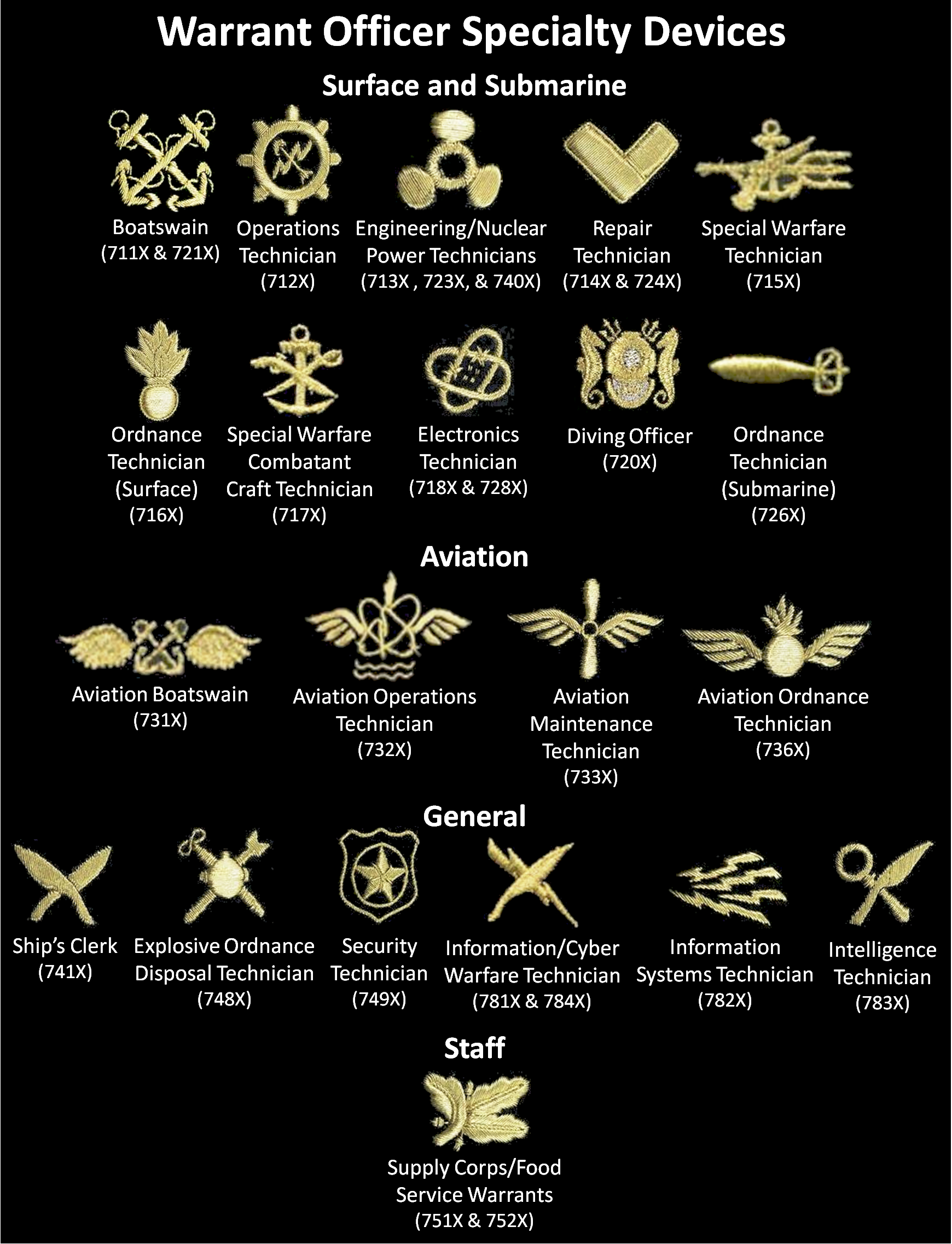
Specialisttecken på gradbeteckningen för warrant officers i USA:s flotta.

| Lönegrad                                | W-1                 | W-2                       | W-3                         | W-4                        | W-5                        |
| --------------------------------------- | ------------------- | ------------------------- | --------------------------- | -------------------------- | -------------------------- |
| USA:s armé Insignier                    |                     |                           |                             |                            |                            |
| USA:s marinkår Insignier                |                     |                           |                             |                            |                            |
| USA:s flotta Insignier Axelklaff        |                     |                           |                             |                            |                            |
| USA:s kustbevakning Insignier Axelklaff | saknas              |                           |                             |                            | saknas                     |
| Titel                                   | Warrant Officer one | Chief Warrant Officer two | Chief Warrant Officer three | Chief Warrant Officer four | Chief Warrant Officer five |
| Förkortning                             | WO-1                | CWO-2                     | CWO-3                       | CWO-4                      | CWO-5                      |